# Vincenzo Brusco Onnis
Vincenzo Brusco Onnis (Cagliari, 13 dicembre 1822 – Milano, 21 febbraio 1888) è stato un giornalista e patriota italiano.

## Biografia
Dopo essersi laureato in giurisprudenza all'Università di Cagliari, intraprese la carriera giornalistica e nel 1848 diresse il Nazionale.
Si trasferì a Torino, dove lavorò qualche anno come impiegato del Ministero della Pubblica Istruzione anche se le sue idee radicali causarono dopo pochi anni il suo licenziamento dal pubblico impiego. Infatti si era avvicinato alle idee repubblicane di Giuseppe Mazzini
Torno brevemente a Cagliari; poi di nuovo a Torino dove nel 1855 scrisse vari articoli di stampo liberale su La Democrazia; poi a Milano, dove fondò il foglio repubblicano I popoli uniti chiuso per intervento del governatore D'Azeglio:
Nel 1860 si trasferì a Genova e qui ebbe modo di prendere parte alla spedizione dei Mille. Durante la sosta  a Talamone abbandonò la spedizione, a causa delle sue idee intransigenti repubblicane che non si conciliavano con il contenuto del primo ordine del giorno, letto da Garibaldi alla truppa schierata, che conteneva il motto "Italia e Vittorio Emmanuele".
Dopo qualche mese raggiunse il Mazzini a Napoli per tentare una propaganda in funzione antipiemontese, ma tornò presto a Genova, visto vano ogni sforzo in tal senso.
Scrisse nel giornale L'unità italiana, diretto da Maurizio Quadrio, del quale diverrà  il vicedirettore in seguito al trasferimento del giornale a Milano, nel 1861. Il giornale subì più volte il sequestro per le esplicite idee antimonarchiche. Dopo Aspromonte attaccò la politica sabauda e anche lo stesso esercito "piemontese", tanto che un ufficiale lo sfidò ad un duello nel corso del quale fu ferito.
Nel corso di quegli anni Brusco-Onnis entrò a volte, in contrasto con lo stesso Mazzini, quando questi gli sembrava troppo conciliatorio, pur professando sempre fedeltà al pensiero mazziniano.
Nel 1869 prese parte a tentativi insurrezionali nell'Italia settentrionale e l'anno seguente fu arrestato a Milano. Tornato in libertà per mancanza di prove, nel 1873 fu nuovamente arrestato per istigazione alla rivolta, accusa dalla quale venne in seguito assolto.
L'11 febbraio 1874 morì la sua unica figlia Lina.